# Do sing
Do sing er en Hongkong film fra 1990 af Corey Yuen og Jeffrey Lau.

## Medvirkende
- Stephen Chow som Sing
- Ng Man-tat som Blackie Tat
- Sharla Cheung som Yee-mung "Lady Dream"
- Sandra Ng som Ping
- Paul Chun som Mr. Hung
- Corey Yuen
- Jeffrey Lau som Chung Chan
- Wan Yeung-ming som Billy
- Sheila Chan som Ying